# Mihai Șora
Mihai Șora (Temesjenő, 1916. november 7. – Bukarest, 2023. február 25.) román filozófus, esszéíró.

## Életpályája
A középiskolát Temesváron végezte 1934-ben, majd Bukaresti Egyetemen tanult filozófiát 1934 és 1938 között. Tanulmányait Párizsban folytatta, miután megkapta a bukaresti Francia Intézet ösztöndíját Eugène Ionescóval együtt. Franciaország németek általi megszállása után 1940-ben Grenoble-ba távozott, ahol 1944-ben doktorált Blaise Pascal munkásságából. Ezután ismét Párizsba költözött, ahol kutatóként dolgozott. A háborúban átélt borzalmak hatására 1944-ben beiratkozott a Francia Kommunista Pártba.   
Az 1947-ben megjelent Du dialogue intérieur. Fragment d'une anthropologie métaphysique című könyve nagy sikert aratott, amiért felajánlották neki a francia állampolgárságot, amelyet azonban nem fogadott el. 1948-ban szülei meglátogatására Romániába utazott, ahonnan a kommunista hatóságok nem engedték visszatérni családjához Párizsba, ahol felesége és két gyermek várta. Családja később kénytelen volt követni őt. Húsz évig semmit sem publikált. Előbb a külügyminisztériumban dolgozott szakreferensként Ana Pauker minisztersége idején (1948–1951), majd az idegen nyelvű könyvek kiadójának egyik részlegét (1951–1954), később pedig az irodalmi és művészeti könyvek állami kiadóját vezette (1954–1969). Ez utóbbinál elindította a sikeres Biblioteca Pentru Toți (Mindenki Könyvtára) sorozatot. A két világháború közti költők antológiája megjelentetése miatt, amelyben a kommunista rendszer által el nem ismert költők is szerepeltek, elbocsátották állásából. Ezután egyszerű kiadói szerkesztőként dolgozott az Enciklopédiai Kiadónál.  
Az 1989-es változások után tanügyminiszter volt Petre Roman kormányában 1989. december 30. és 1990. június 28. között. Minden megnyilatkozásában tiltakozott a visszarendeződés miatt, a szélsőséges nacionalizmus miatt, a 2017–18-as kormány elleni tüntetések megtorlásáért. Kiállt az önálló romániai magyar egyetem létrehozása mellett. Alapító tagja volt a Polgári Szövetségnek, a Társadalmi Párbeszéd Csoportnak és a Román Fenomenológiai Társaságnak. 2012-ben a Román Akadémia tiszteletbeli tagjává választották.

## Fontosabb művei
- Du dialogue intérieur: Fragment d'une anthropologie métaphysique, Gallimard, 1947
- Sarea pământului, Editura Cartea Românească, 1978
- A fi, a face, a avea, Editura Cartea Românească, 1985
- Eu & tu & el & ea... sau dialogul generalizat, Editura Cartea Românească, 1990
- Firul ierbii, Editura Scrisul Românesc, 1998
- Câteva crochiuri și evocări, Editura Scrisul Românesc, 2000
- Locuri comune, Editura Universalia, 2004
- Clipa & timpul, Editura Paralela 45, 2005

## Elismerései
- A Romániai Írószövetség díja, 1978, 2011
- „Nihil Sine Deo” királyi kitüntetés, 2011
- Bukarest főváros díszpolgára, 2018
- Európai Polgár díj, 2018

## Családja
Első felesége az 1970-es években elhagyta Romániát, és Németországban halt meg 94 évesen. Egy lányuk és két fiuk született. 2014-ben, 98 évesen újranősült.  

## Fordítás
- Ez a szócikk részben vagy egészben  a   Mihai Șora című román Wikipédia-szócikk fordításán alapul.  Az eredeti cikk szerkesztőit annak laptörténete sorolja fel. Ez a jelzés csupán a megfogalmazás eredetét és a szerzői jogokat jelzi, nem szolgál a cikkben szereplő információk forrásmegjelöléseként.